# Kare (fartyg)
Kare var en hjulångare som byggdes i Göteborg 1847 för flottans räkning.
Kare var 24,2 meter lång och 3,2 meter bred med ett deplacement om 30 ton. Ångmaskinen hade en effekt på 16-20 indikerade hästkrafter och kunde göra omkring 9 knop. Kare var flottans första ångfartyg, och stationerades i Stockholm för att användas såväl som bogserbåt som kunglig lustjakt. Hon utrangerades redan 1867, då den tekniska utvecklingen snabbt sprang ifrån henne. 1876 sådels hon till C. F. Hägg i Härnösand och döptes om till Sven Dyring under många år gick hon i trafik mellan Nyland och Sollefteå och mellan Strinne och Härnösand. I december 1884 slet hon sina förtöjningar vid kajen i Härnösand under en storm och strandade vid Murbergsudden. Flera bärgningsförsök gjordes men inget lyckades, 1892 skrotades hon slutligen på plats.